# Muzeum Przyrodnicze w Toruniu
Muzeum Przyrodnicze Wydziału Biologii i Ochrony Środowiska UMK w Toruniu – byłe muzeum Wydziału Biologii i Ochrony Środowiska Uniwersytetu Mikołaja Kopernika w Toruniu znajdujące się przy ul. Gagarina 9. Istniało w latach 1973–2017.

## Historia
Muzeum powstało 14 listopada 1973 roku z inicjatywy małżeństwa prof. prof. Mikulskich z poparciem ówczesnego rektora uczelni, prof. Witolda Łukaszewicza. Jego pierwszym dyrektorem został dr Wiesław Kokociński, który kierował nim do maja 1997 roku, kiedy przeszedł na emeryturę. Siedzibą muzeum był Instytut Biologii i Nauki o Ziemi, w późniejszym czasie przekształcony w Wydział Biologii i Ochrony Środowiska. Pierwszą wystawę w Muzeum, 12 tysięcy motyli, zorganizowano w 1974 roku. Zbiory Muzeum składały się przede wszystkim z eksponatów przywiezionych z wypraw naukowych, kolekcji prywatnych i darów toruńskich szkół. W 2017 roku zapadła decyzja o zamknięciu muzeum.

## Ekspozycja
- Kolekcje – zawierało zbiory zgromadzone przez przyrodników:
  - motyle Pomorza prof. Jana Prüffera,
  - kolekcja algierska dr. Wiesława Kokocińskiego, zawierająca okazy skorpionów i pajęczaków oraz roślin sucholubnych, pochodzących z Sahary, Wyżyny Szottów oraz gór Atlas,
  - flora i fauna Antarktydy i Spitsbergenu,
  - kolekcja „Świat porostów”,
  - kolekcja myśliwska zwierząt afrykańskich Edwarda Mycielskiego-Trojanowskiego, zawierająca m.in. pochodzące z przełomu XIX i XX wieku głowy nosorożca czarnego, hipopotama, bawoła, antylop i innych ssaków[3],
- Dzieje ziemi – zawierało skamieliny roślin i zwierząt oraz bursztyny oraz spreparowanego niedźwiedzia brunatnego,
- Zoologia – znajdowały się tu eksponaty zwierząt, począwszy od gąbek i jamochłony po płazy i gady

Muzeum, oprócz działalności wystawienniczej, prowadziło działalność dydaktyczną i edukacyjną oraz współorganizowało wiele imprez (m.in. Toruńskie Spotkania z Fotografią i Filmem Podwodnym „Aqua – Foto”).

## Dyrektorzy
- dr Wiesław Kokociński (1973–1997)
- dr Adam Adamski (1997–2017)